# Rudolph Adam von Heßler
Rudolph Adam von Heßler (* 27. Oktober 1756 in Merseburg; † um 1800) war ein Amtshauptmann des Erzgebirgischen Kreises im Kurfürstentum Sachsen und adliger Kreissteuereinnehmer.

## Leben
Er stammte aus dem thüringischen Adelsgeschlecht von Heßler und der Johanna Henrietta geborene Freiin von Kottwitz. Rudolph Adam wuchs in der früheren Bischofsstadt Merseburg auf, in dem sein Vater im Siebenjährigen Krieg mehrere Jahre mit dem von ihm kommandierten Prinz Maximilianischen Regiment stationiert war, bevor sich dieser in Chemnitz zur Ruhe setzte. Der Vater starb, als Rudolph Adam 18 Jahre alt war. Als zweitjüngster Sohn schlug er nicht wie der Vater und sein älterer Bruder Curt von Heßler (* 1740) die Militärlaufbahn ein, sondern widmete sich dem Verwaltungswesen. Er übernahm das Rittergut Thum mit Herold und Drebach im sächsischen Erzgebirge und wurde dort Amtshauptmann des Erzgebirgischen Kreises des Kurfürstentums Sachsen und gleichzeitig adliger Kreissteuereinnehmer. Seine Mutter starb 1792 in Chemnitz.
Nach nur wenigen Jahren kurz nach 1794 gab Rudolph Adam von Heßler seine Beamtenlaufbahn im Dienst des sächsischen Kurfürsten auf und verließ das Land, um sich dauerhaft in Schlesien niederzulassen. Einer der Grunde für diesen Umzug war die 1784 erfolgte Eheschließung mit Marianna Konstancja Bojanowska, die aus einer alten polnischen Adelsfamilie stammte und damit ihrer Heimat näher als im Erzgebirge war. Bereits um 1800 verlieren sich die Spuren von Rudolph Adam von Heßler in Schlesien. Seine Tochter Konstantine Johanna Friederike von Heßler wurde Pflegetochter des Landrates Hans Ernst von Stentzsch, Herr auf Prittag unweit von Grünberg in Schlesien. Sie vermählte sich 1804 (als Waise) mit dem königlich-preußischen Generalleutnant der Infanterie Gustav Xaver Reinhold von Ryssel (1771–1845) aus Freyburg an der Unstrut. Sie hatte das Rittergut Prittag mit in die Ehe gebracht und lebte dort noch als Witwe um 1870.